# Oliarus fuligo
Oliarus fuligo är en insektsart som beskrevs av Rauno E. Linnavuori 1973. Oliarus fuligo ingår i släktet Oliarus och familjen kilstritar. Inga underarter finns listade i Catalogue of Life.